# 39. Königlich Bayerische Reserve-Division
Die 39. Reserve-Division war ab Februar 1916 ein Großverband der Bayerischen Armee im Ersten Weltkrieg.

## Geschichte
Zu Beginn des Ersten Weltkriegs wurde der Großverband ursprünglich im August 1914 als provisorische Brigade „Rekowski“ aufgestellt und am 2. Oktober 1914 zur Division „Rekowski“ erweitert. Ab dem 8. Dezember 1914 führte sie die Bezeichnung 39. Reserve-Division. Da die Division zum größten Teil aus bayerischen Verbänden bestand, wurde sie am 4. Februar 1916 in Königlich Bayerische 39. Reserve-Division umbenannt und dem neu entstandenen XV. Reserve-Korps unterstellt.
Nach dem Waffenstillstand von Compiègne marschierten die Reste der Division über Schönau und Tübingen in die Heimat zurück, wo sie demobilisiert und schließlich aufgelöst wurde.

### Gefechtskalender

#### 1914
- ab 17. August – Stellungskampf in den mittleren Vogesen

#### 1915
- 01. Januar bis 31. Dezember – Stellungskampf in den mittleren Vogesen

#### 1916
- bis 7. November – Stellungskampf in den mittleren Vogesen
- 08. November bis 17. Dezember – Stellungskämpfe vor Verdun
  - 15. und 16. Dezember – Kämpfe bei Louvemont und Bezonvaux

#### 1917
- ab 3. Januar – Stellungskampf im Oberelsass

#### 1918
- bis 16. Januar – Stellungskampf im Oberelsass
- 16. Januar bis 11. November – Stellungskämpfe in Lothringen und den Vogesen
- ab 12. November – Räumung des besetzten Gebietes und Marsch in die Heimat

## Gliederung

### Kriegsgliederung vom 20. November 1914
- Bayerische 9. Ersatz-Brigade
  - Bayrisches Ersatz-Infanterie-Regiment 1
  - Bayrisches Ersatz-Infanterie-Regiment 3
- Bayerische 1. Ersatz-Infanterie-Brigade
  - Landwehr-Infanterie-Regiment Nr. 80
  - Landwehr-Infanterie-Regiment Nr. 81
- 3. Eskadron/Reserve-Husaren-Regiment Nr. 9
- Ersatz-Abteilung/Bayerisches 10. Feldartillerie-Regiment
- Ersatz-Batterie/Bayerisches 4. Feldartillerie-Regiment „König“
- Ersatz-Batterie/Bayerisches 8. Feldartillerie-Regiment „Prinz Heinrich von Preußen“
- 2. Ersatz-Kompanie/Bayerisches 1. Pionier-Bataillon
- 1. Ersatz-Kompanie/Bayerisches 3. Pionier-Bataillon

### Kriegsgliederung vom 15. März 1918
- 1. Ersatz-Infanterie-Brigade
  - 1. Ersatz-Regiment
  - 2. Ersatz-Regiment
  - 3. Ersatz-Regiment
  - 1. Eskadron/2. Chevaulegers-Regiment „Taxis“
- Artillerie-Kommandeur Nr. 21
  - 10. Reserve-Feldartillerie-Regiment
- Pionier-Bataillon 23
- Divisions-Nachrichten-Kommandeur Nr. 439

## Kommandeure
| Dienstgrad                   | Name                         | Datum                                    |
| ---------------------------- | ---------------------------- | ---------------------------------------- |
| Generalleutnant              | Otto Fedor von Gynz-Rekowski | 05. Oktober bis 2. November 1915         |
| Generalleutnant              | Friedrich Grüber             | 01. Februar bis 21. Dezember 1916        |
| Generalmajor/Generalleutnant | Karl von Riedl               | 22. Dezember 1916 bis 29. September 1917 |
| Generalmajor                 | Karl von Reck                | 30. September 1917 bis Dezember 1918     |